# Strymon prunoides
Strymon prunoides är en fjärilsart som beskrevs av Otto Staudinger 1887. Strymon prunoides ingår i släktet Strymon och familjen juvelvingar. Inga underarter finns listade i Catalogue of Life.